# Castelnuovo di Conza
Castelnuovo di Conza és un poble de la província de Salern a la regió de Campània (Campagna), Itàlia. Aquest poble fou afectat pel terratrèmol del 23 de novembre de 1980. El 2025 tenia una població estimada de 561 habitants.